# Các cuộn sách Biển Chết
Các Cuộn Sách Biển Chết là tập hợp 981 bản ghi khác nhau phát hiện giữa 1946/47, 1956 và 2017 tại 12 hang động (Các hang động Qumran) ở phía đông Hoang mạc Judaea, Bờ Tây ngày nay.

### Sách
- Abegg, Jr., Martin, Peter Flint, and Eugene Ulrich, The Dead Sea Scrolls Bible: The Oldest Known Bible Translated for the First Time into English, San Francisco: Harper, 2002. ISBN 0-06-060064-0, (contains the biblical portion of the scrolls)
- Abegg, Jr. Martin, James E. Bowley, Edward M. Cook, Emanuel Tov. The Dead Sea Scrolls Concordance, Vol 1.“The Dead Sea Scrolls Concordance, Volume 1 – BRILL”. Brill.nl. ngày 1 tháng 1 năm 2007. Truy cập ngày 21 tháng 10 năm 2010. Brill Publishing 2003. ISBN 90-04-12521-3.
- Allegro, John Marco, The Dead Sea Scrolls and the Christian Myth (ISBN 0-7153-7680-2), Westbridge Books, U.K., 1979.
- Edward M. Cook, Solving the Mysteries of the Dead Sea Scrolls: New Light on the Bible, Grand Rapids, MI: Zondervan, 1994.
- Berg, Simon. Insights into the Dead Sea Scrolls: A Beginner's Guide, BookSurge Publishing, 2009.
- Boccaccini, Gabriele. Beyond the Essene Hypothesis: The Parting of Ways between Qumran and Enochic Judaism, Grand Rapids: Eerdmans, 1998.
- Burrows, Millar. The Dead Sea Scrolls. New York: Viking, 1955. ISBN 0-5176-2535-0
- Burrows, Millar. More Light on the Dead Sea Scrolls; New Scrolls and New Interpretations, with Translations of Important Recent Discoveries. New York: Viking, 1958.
- Charlesworth, James H. "The Theologies of the Dead Sea Scrolls." Pages xv–xxi in The Faith of Qumran: Theology of the Dead Sea Scrolls. Edited by H. Ringgren. New York: Crossroad, 1995.
- Collins, John J., Apocalypticism in the Dead Sea Scrolls, New York: Routledge, 1997.
- Collins, John J., and Craig A. Evans. Christian Beginnings and the Dead Sea Scrolls, Grand Rapids: Baker, 2006.
- Cross, Frank Moore, The Ancient Library of Qumran, 3rd ed., Minneapolis: Fortress Press, 1995. ISBN 0-8006-2807-1
- Davies, A. Powell, The Meaning of the Dead Sea Scrolls. (Signet, 1956.)
- Davies, Philip R., George J. Brooke, and Phillip R. Callaway, The Complete World of the Dead Sea Scrolls, London: Thames & Hudson, 2002. ISBN 0-500-05111-9
- de Vaux, Roland, Archaeology and the Dead Sea Scrolls (Schweich Lectures of the British Academy, 1959). Oxford: Oxford University Press, 1973.
- Dimant, Devorah, and Uriel Rappaport (eds.), The Dead Sea Scrolls: Forty Years of Research, Leiden and Jerusalem: E. J. Brill, Magnes Press, Yad Izhak Ben-Zvi, 1992.
- Eisenman, Robert H., The Dead Sea Scrolls and the First Christians, Shaftesbury: Element, 1996.
- Eisenman, Robert H., and Michael O. Wise. The Dead Sea Scrolls Uncovered: The First Complete Translation and Interpretation of 50 Key Documents Withheld for Over 35 Years, Shaftesbury: Element, 1992 Lưu trữ ngày 10 tháng 8 năm 2016 tại Wayback Machine.
- Eisenman, Robert H. and James Robinson, A Facsimile Edition of the Dead Sea Scrolls 2 vol., Washington, D.C.: Biblical Archaeology Society, 1991.
- Fitzmyer, Joseph A., Responses to 101 Questions on the Dead Sea Scrolls, Paulist Press 1992, ISBN 0-8091-3348-2
- Galor, Katharina, Jean-Baptiste Humbert, and Jürgen Zangenberg. Qumran: The Site of the Dead Sea Scrolls: Archaeological Interpretations and Debates: Proceedings of a Conference held at Brown University,  17–ngày 19 tháng 11 năm 2002, Edited by Florentino García Martínez, Studies on the Texts of the Desert of Judah 57. Leiden: Brill, 2006.
- García-Martinez, Florentino, The Dead Sea Scrolls Translated: The Qumran Texts in English, (Translated from Spanish into English by Wilfred G. E. Watson) (Leiden: E.J. Brill, 1994).
- García Martínez Florentino, Eibert J.C. Tigchelaar, Editors, The Dead Sea Scrolls Study Edition Lưu trữ ngày 15 tháng 6 năm 2016 tại Wayback Machine, Brill, 1999
- Gaster, Theodor H., The Dead Sea Scriptures, Peter Smith Pub Inc., 1976. ISBN 0-8446-6702-1
- Golb, Norman, Who Wrote the Dead Sea Scrolls? The Search for the Secret of Qumran, New York: Scribner, 1995.
- Golb, Norman, On the Jerusalem Origin of the Dead Sea Scrolls Lưu trữ ngày 10 tháng 6 năm 2010 tại Wayback Machine, University of Chicago Oriental Institute, ngày 5 tháng 6 năm 2009.
- Heline, Theodore, Dead Sea Scrolls, New Age Bible & Philosophy Center, 1957, Reprint edition March 1987, ISBN 0-933963-16-5
- Hirschfeld, Yizhar, Qumran in Context: Reassessing the Archaeological Evidence, Peabody: Hendrickson Publishers, 2004.
- Israeli, Raphael, http://www.transactionpub.com/cgi-bin/transactionpublishers.storefront/en/Product/1-4128-0703-4 Lưu trữ ngày 5 tháng 3 năm 2011 tại archive.today Piracy in Qumran: The Battle over the Scrolls of the Pre-Christ Era], Transaction Publishers: 2008  ISBN 978-1-4128-0703-6
- Khabbaz, C., "Les manuscrits de la mer Morte et le secret de leurs auteurs", Beirut, 2006. (Ce livre identifie les auteurs des fameux manuscrits de la mer Morte et dévoile leur secret).
- Magen, Yizhak, and Yuval Peleg, The Qumran Excavations 1993–2004: Preliminary Report, JSP 6 (Jerusalem: Israel Antiquities Authority, 2007) Download
- Magen, Yizhak, and Yuval Peleg, "Back to Qumran: Ten years of Excavations and Research, 1993–2004," in The Site of the Dead Sea Scrolls: Archaeological Interpretations and Debates (Studies on the Texts of the Desert of Judah 57), Brill, 2006 (pp. 55–116).
- Magness, Jodi, The Archaeology of Qumran and the Dead Sea Scrolls, Grand Rapids: Eerdmans, 2002.
- Maier, Johann, The Temple Scroll, [German edition was 1978], (Sheffield:JSOT Press [Supplement 34], 1985).
- Milik, Józef Tadeusz, Ten Years of Discovery in the Wilderness of Judea, London: SCM, 1959.
- Muro, E. A., "The Greek Fragments of Enoch from Qumran Cave 7 (7Q4, 7Q8, &7Q12 = 7QEn gr = Enoch 103:3–4, 7–8)." Revue de Qumran 18, no. 70 (1997): 307, 12, pl. 1.
- O'Callaghan-Martínez, Josep, Cartas Cristianas Griegas del Siglo V, Barcelona: E. Balmes, 1963.
- Qimron, Elisha, The Hebrew of the Dead Sea Scrolls, Harvard Semitic Studies, 1986. (This is a serious discussion of the Hebrew language of the scrolls.)
- Rengstorf, Karl Heinrich, Hirbet Qumran und die Bibliothek vom Toten Meer, Translated by J. R. Wilkie. Stuttgart: W. Kohlhammer, 1960.
- Roitman, Adolfo, ed. A Day at Qumran: The Dead Sea Sect and Its Scrolls. Jerusalem: The Israel Museum, 1998.
- Sanders, James A., ed. Dead Sea scrolls: The Psalms scroll of Qumrân Cave 11 (11QPsa), (1965) Oxford, Clarendon Press.
- Schiffman, Lawrence H., Reclaiming the Dead Sea Scrolls: their True Meaning for Judaism and Christianity, Anchor Bible Reference Library (Doubleday) 1995, ISBN 0-385-48121-7, (Schiffman has suggested two plausible theories of origin and identity – a Sadducean splinter group, or perhaps an Essene group with Sadducean roots.) Excerpts of this book can be read at COJS: Dead Sea Scrolls.
- Schiffman, Lawrence H., and James C. VanderKam, eds. Encyclopedia of the Dead Sea Scrolls. 2 vols. New York: Oxford University Press, 1999.
- Shanks, Hershel, The Mystery and Meaning of the Dead Sea Scrolls, Vintage Press 1999, ISBN 0-679-78089-0 (recommended introduction to their discovery and history of their scholarship)
- Stegemann, Hartmut. "The Qumran Essenes: Local Members of the Main Jewish Union in Late Second Temple Times." Pages 83–166 in The Madrid Qumran Congress: Proceedings of the International Congress on the Dead Sea Scrolls, Madrid, 18–ngày 21 tháng 3 năm 1991, Edited by J. Trebolle Barrera and L. Vegas Mountainer. Vol. 11 of Studies on the Texts of the Desert of Judah. Leiden: Brill, 1992.
- Thiede, Carsten Peter, The Dead Sea Scrolls and the Jewish Origins of Christianity, PALGRAVE 2000, ISBN 0-312-29361-5
- Thiering, Barbara, Jesus the Man, New York: Atria, 2006.
- Thiering, Barbara, Jesus and the Riddle of the Dead Sea Scrolls (ISBN 0-06-067782-1), New York: Harper Collins, 1992
- VanderKam, James C., The Dead Sea Scrolls Today, Grand Rapids: Eerdmans, 1994.
- Vermes, Geza, The Complete Dead Sea Scrolls in English, London: Penguin, 1998. ISBN 0-14-024501-4 (good translation, but complete only in the sense that he includes translations of complete texts, but neglects fragmentary scrolls and more especially does not include biblical texts.) (7th ed. 2011 ISBN 978-0-14-119731-9)
- Wise, Michael O., Martin Abegg, Jr., and Edward Cook, The Dead Sea Scrolls: A New Translation, (1996), HarperSanFrancisco paperback 1999, ISBN 0-06-069201-4, (contains the non-biblical portion of the scrolls, including fragments)
- Yadin, Yigael. The Temple Scroll: The Hidden Law of the Dead Sea Sect, New York: Random House, 1985.